# Bjärntjärnliden
Bjärntjärnliden är ett naturreservat i Umeå kommun och Vindelns kommun i Västerbottens län.
Området är naturskyddat sedan 2016 och är 67 hektar stort. Reservatet omfattar höjder, småsjöar och myrmark. Reservatet består av granskog.